# Видиковац
Видиковац је уређено место за осматрање околине, обично постављено на истакнутом месту, изнад града или другог објекта интереса. 